# Neuroantropología

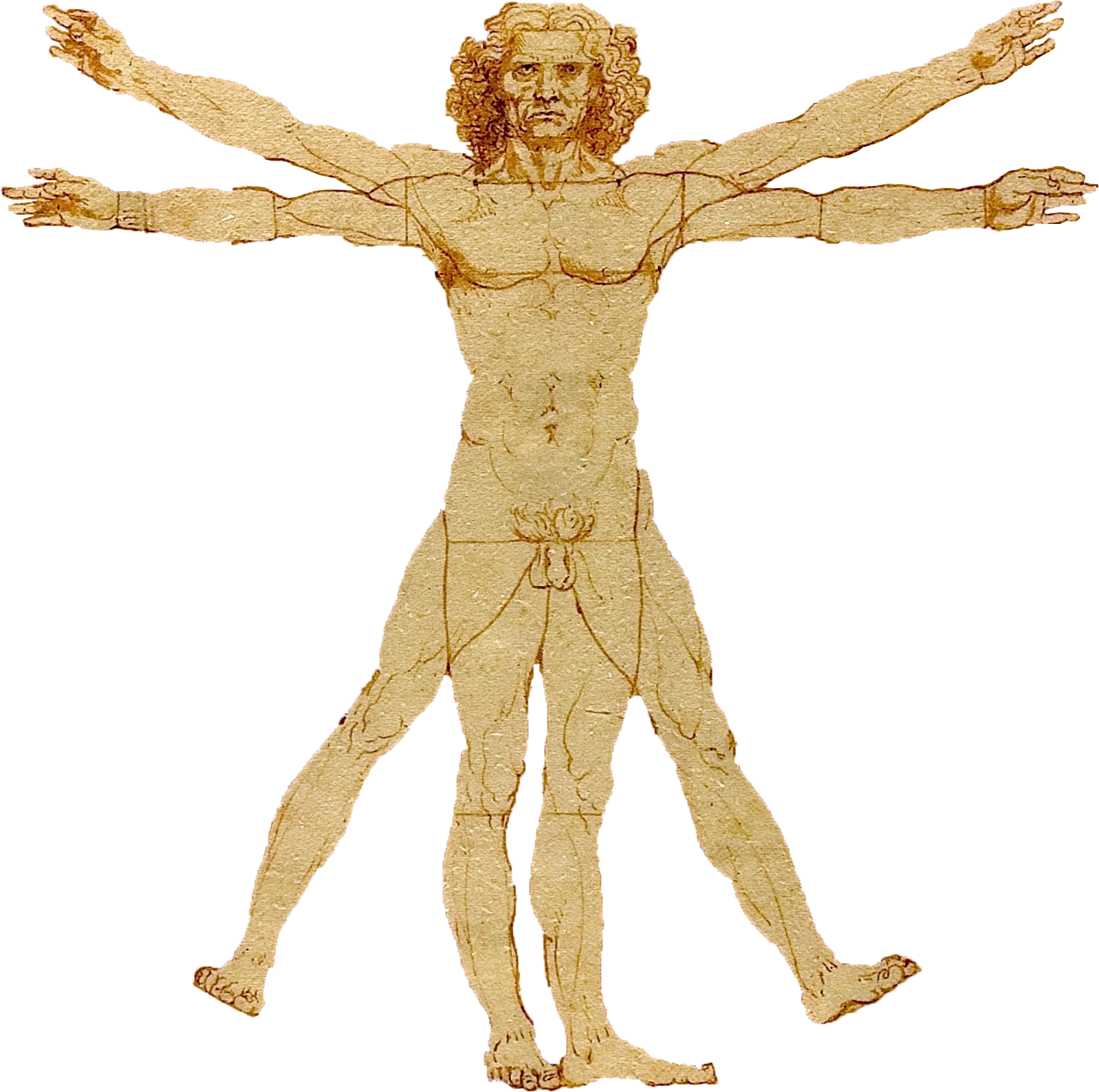
Retrato del cuerpo humano realizado por Leonardo Da Vinci

La neuroantropología es el estudio de la cultura y el cerebro. Este campo explora cómo nuevos descubrimientos en las ciencias cerebrales nos ayudan a comprender los efectos interactivos de la cultura y la biología en el desarrollo y comportamiento humano. En una manera u otra, los neuroantropólogos basan su investigación y explicaciones en cómo se desarrolla el cerebro, cómo se estructura y cómo funciona dentro de los límites genéticos y culturales de su biología (véase el estructuralismo biogenético).
El término neuroantropología es amplia, tiene la intención de abarcar todas dimensiones de la actividad neural humana, incluyendo la emoción, la percepción, la cognición, las habilidades motoras, la adquisición de talentos, y una variedad de otros asuntos. Los intereses incluyen la evolución del cerebro homínido, el desarrollo cultural y el cerebro, la bioquímica del cerebro y estados alternativos de la conciencia, los universales humanos, cómo la cultura influencia la percepción, cómo el cerebro estructura la experiencia y así sucesivamente. En comparación con teorías anteriores como las de la antropología psicológica o cognitiva, la neuroantropología queda abierta y heterogénea, reconociendo que los sistemas cerebrales no funcionan en una misma manera, así que la cultura no los afecta de modo idéntico.

## Leer más
- Arbib, Michael A. (1989) The Metaphorical Brain 2: Neural Networks and Beyond. New York: Wiley.
- Calvin, William H. (1989) The Cerebral Symphony. New York: Bantam.
- Deacon, Terrence W. (1997) The Symbolic Species. New York: Norton.
- Donald, Merlin (1991) Origins of the Modern Mind: Three Stages in the Evolution of Culture and Cognition. Cambridge, MA: Harvard University Press.
- Falk, Dean (1992) Braindance. New York: Henry Holt & Co.
- Geary, David G. (2005) The Origin of Mind: Evolution of Brain, Cognition, and General Intelligence. Washington, DC: American Psychological Association.
- Harris, M., ed. (2007) Ways of Knowing: New Approaches in the Anthropology of Experience and Learning. Oxford: Berghahn.
- Jerison, H.J. and I. Jerison (1988) Intelligence and Evolutionary Biology. Berlín: Springer-Verlag.
- Laughlin, C.D., John McManus and E.G. d'Aquili (1990) Brain, Symbol and Experience: Toward a Neurophenomenology of Human Consciousness. New York: Columbia University Press.
- Marcus, Joseph A. (1997) "Neuroanthropology." In: Barfield, Thomas (ed.) The Dictionary of Anthropology, pp. 340-342. Malden, MA: Blackwell.
- Quartz, S.R. and T.J Sejnowzki (2003) Liars, Lovers, and Heroes: What the New Brain Science Reveals About How We Become Who We Are. New York: Harper Paperbacks.
- Skoyles, John R. and Sagan, Dorion (2002) Up from Dragons: The Evolution of Human Intelligence." McGraw-Hill, New York, ISBN 0-07-137825-1
- Winkelman, Michael (2000) Shamanism: The Neural Ecology of Consciousness and Healing. Westport, CT: Bergin & Garvey.

## Documentales
- D´Amicis, F.,  Hofer, P.  y  Rockenhaus, F. (2011) El cerebro automático: El poder del inconsciente.
- D´Amicis, F.,  Hofer, P.  y  Rockenhaus, F. (2011) El cerebro automático: la magia del inconsciente.